# Stryphnodendron fissuratum
Stryphnodendron fissuratum är en ärtväxtart som beskrevs av Charles Frédéric Martins. Stryphnodendron fissuratum ingår i släktet Stryphnodendron och familjen ärtväxter. Inga underarter finns listade i Catalogue of Life.